# Rutuli (Russia)
I Rutuli (мыхӀадбыр o myx'adbyr in rutulo, рутульцы o rutul'cy in russo) sono un gruppo etnico situato in Daghestan e in alcune località dell'Azerbaigian.
Al censimento del 2002 erano presenti in Russia 29.929 Rutuli, (12.000 nel 1970). La consistenza numerica dei Rutuli in Azerbaigian è ignota in quanto molti di loro preferiscono identificarsi con i Lesghi.
La lingua rutula appartiene al gruppo delle lingue caucasiche del nord; i suoi locutori hanno una buona padronanza delle lingue azera, lezgina e/o russa, dal momento che il rutulo è rimasto una lingua orale fino al 1990. I Rutuli aderiscono all'Islam sunnita.
La cultura dei Rutuli è simile a quella dei lezgini e altri popoli, che abitano il bacino superiore del fiume Samur. La gran parte dei Rutuli è impegnata nell'allevamento bovino e ovino e nell'agricoltura.